# 2005年度YAHOO!搜尋人氣大獎得獎名單
YAHOO!搜尋人氣大獎2005
以下為當晚的得獎名單：

## 得獎名單

### 音樂獎項
- 本地男歌手
  - 古巨基
- 本地女歌手
  - 楊千嬅
- 本地音樂組合
  - Twins
- Yahoo!音樂十大人氣歌曲2005金曲金獎
  - 無賴 鄭中基
- 人氣歌曲
  - Monica 古巨基
  - 天才與白痴 古巨基
  - 救生圈 Twins
  - 烈女 楊千嬅
  - 天之驕女 容祖兒
  - ABC君 方力申
  - 自欺欺人 方力申/傅穎
  - 無賴 鄭中基
  - 再說一次我愛你 劉德華
  - 可惜他有女朋友 周麗淇

### 電視及電影獎項
- 本地電影男演員
  - 劉德華
- 本地電影女演員
  - 林嘉欣
- 電視男藝人
  - 吳卓羲
- 電視女藝人
  - 胡杏兒
- 演藝大躍進
  - 官恩娜、周麗淇、梁洛施
- 電視劇集
  - 大長今
- 電影
  - 頭文字D、Nana、哈利波特

### 至尊獎項
- 2003-05年度搜尋次數累積最多人物
  - 容祖兒
- 搜尋次數累積最多項目
  - 大長今
- 圖片搜尋最強人氣人物
  - 鄧麗欣
- 搜尋人氣急升大獎
  - 衛蘭

## 參看
- 得獎名單（页面存档备份，存于）